# Rosalia pachycornis
Rosalia pachycornis is een keversoort uit de familie van de boktorren (Cerambycidae). De wetenschappelijke naam van de soort werd voor het eerst geldig gepubliceerd in 1997 door Takakuwa & Karube.